# Budiměřice
Budiměřice (deutsch Budimierschitz, auch Budimeritz) ist eine Gemeinde in Tschechien. Sie liegt vier Kilometer östlich von Nymburk und gehört zum Okres Nymburk.

## Geographie
Budiměřice befindet sich am linken Ufer Mrlina auf der Ostböhmischen Tafel. Südlich des Dorfes verläuft der Sánský kanál, dahinter liegt der wüste Burgstall Buštěhrad.
Nachbarorte sind Šlotava im Norden, Rašovice im Nordosten, Kouty im Osten, Křečkov im Südosten, Velké Zboží und Poděbradka im Süden, Kovanice und Zálabí im Südwesten, Nymburk im Westen sowie Kovansko im Nordwesten.

## Geschichte

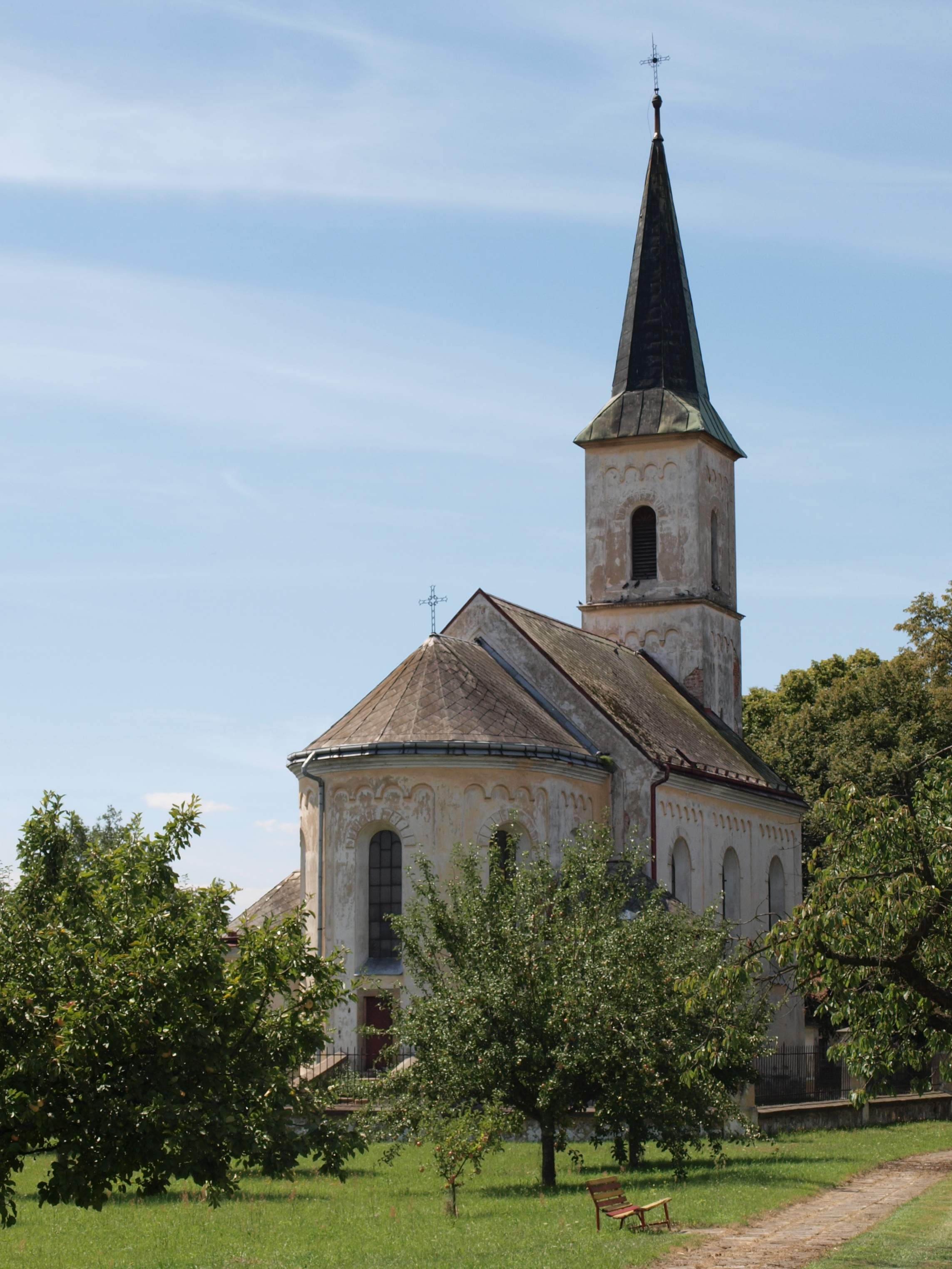
Die Kirche des hl. Prokop

Die erste schriftliche Erwähnung des Dorfes und der Pfarrkirche erfolgte 1374. In den Hussitenkriegen wurde Budiměřice zerstört.
Nach der Aufhebung der Patrimonialherrschaften bildete Budiměřice mit dem Ortsteil Borek ab 1850 eine Gemeinde im Bezirk Poděbrady. 1930 erhielt der Sánský kanál ab Křečkov einen neuen Verlauf und wurde zur Mrlina hingeleitet. 1930 wurde die Mündung des Sánský kanál von der Elbe zur Mrlina verlegt, seither endet der Kanal westlich von Budiměřice. 1934 kam die Gemeinde zum Okres Nymburk. Im Jahre 1980 wurden Rašovice und Šlotava eingemeindet.

## Gemeindegliederung
Für die Gemeinde Budiměřice besteht aus den Ortsteilen Budiměřice (Budimierschitz), Rašovice (Raschowitz) und Šlotava (Schlotawa).

## Sehenswürdigkeiten
- Sánský kanál, Technisches Denkmal
- Kirche des hl. Prokop, erbaut 1879–1881 im Neorenaissance-Stil anstelle eines Vorgängerbaus
- Reste der Feste Buštěhrad, das im 13. Jahrhundert errichtete Bauwerk fiel im 14. Jahrhundert wüst.